# Санку
Санку — поселение в 42 км южнее Каргила. Расположено в чашеообразной долине из которой вытекают притоки Суру -Карце и Накпочу. В сравнении с засушливым Ладакхом, долина обладает довольно хорошим климатом для земледелия. Саку является центром долины, в ней собирается небольшой базар, где торгуют жители окрестных деревень. Долина покрыта садами из ив, тополей, розовых кустов и других, посаженных человеком деревьев. Притоки Суру орошают долину, Карце течёт с восточной, а Накпочу с западной стороны.
Санку является популярным местом пикников для жителей окрестных мест, особенно каргильцев. Мусульмане также приезжают в долину, чтобы совершить паломничество к могиле святого Саида Мир Хашима, который приехал из Кашмира в 16 веке, чтобы учить исламу местных жителей в, то время, когда царь Ладакха позволил это. Могила святого находится в деревне Карпо-Кхарон, недалеко от Санку. Когда-то в деревне Карпо-Кхарон был летний дворец.